# ココロに花を
『ココロに花を』（こころにはなを）は、エレファントカシマシの8枚目のオリジナル・アルバム。

## 概要
前作より2年3ヶ月ぶり、ポニーキャニオン/FAITHFUL.契約後の初アルバム。共同プロデューサーに佐久間正英、プロデュース補佐として土方隆行を迎える。エレファントカシマシのアルバムで外部プロデューサー起用は初。

## チャート成績
シングル・アルバムを通して本作で初めてオリコンTOP10にランクイン。タワーレコードの渋谷店・梅田店、WAVE池袋店などのCD売上ランキングで1位を獲得した。

## リリース変遷
1999年12月8日、東芝EMIより再発。
2009年9月16日、HQCD仕様で再発。
2022年11月3日、東洋化成主催「レコードの日」エントリー作品として初のLPレコード化。カッティング・エンジニアは小鐵徹。

## 収録曲
全作詞・作曲：宮本浩次
LPは1 - 6がSide A／7 - 11がSide B。
1. ドビッシャー男 (4:23)
  - 編曲：宮本浩次
  - 本作のリード楽曲。
  - MVが制作されている。
2. 悲しみの果て (2:34)
  - 編曲：宮本浩次・土方隆行
  - 10thシングルのアルバムミックス。
  - 12thシングルとしてシングルカット。
3. かけだす男 (4:07)
  - 編曲：宮本浩次・佐久間正英
4. 孤独な旅人 (5:14)
  - 編曲：宮本浩次・土方隆行
  - 11thシングル曲。
5. おまえと突っ走る (3:28)
  - 作詞・作曲：ガンダーラコンビネーション（石森敏行・宮本浩次）
  - 編曲：宮本浩次・佐久間正英
6. 四月の風 (4:24)
  - 編曲：宮本浩次・土方隆行
  - 10thシングルのカップリング曲。
7. 愛の日々 (4:50)
  - 編曲：宮本浩次・佐久間正英
8. うれしけりゃとんでゆけよ (4:32)
  - 編曲：宮本浩次
  - 「宮本プロデュースバージョン」が後に12thシングルC/Wとしてシングルカット。
9. 流されてゆこう (3:48)
  - 編曲：宮本浩次
10. Baby自転車 (4:34)
  - 編曲：宮本浩次・佐久間正英
  - 11thシングルのカップリング曲。
11. OH YEAH!（ココロに花を） (4:07)
  - 編曲：宮本浩次

## 演奏
- 宮本浩次：Vocal, Chorus, Electric Guitar, Acoustic Guitar
- 石森敏行：Electric Guitar
- 高緑成治：Bass
- 冨永義之：Drums
- 佐久間正英：Keyboards, Mandolin
- 土方隆行：Acoustic Guitar (四月の風)
- 笹路正徳：Keyboards (四月の風)

## great album deluxe edition series
デビュー25周年記念企画『THE ELEPHANT KASHIMASHI IS A BAND! 25 years history of the fighting men』で、2枚組としてリリース。1枚目は､スティーブン・マーカソンが上記収録曲をリマスタリング。2枚目は、ポニーキャニオン契約前後に録音された未発表のDEMO音源集。
全て『Blu-spec CD2』仕様。

### 収録曲
DISCｰ1 - オリジナル盤
DISC-2 - Demo Tracks previously unreleased
1. 夢を見ようぜ
2. 孤独な旅人
3. 悲しみの果て
4. かけだす男
5. さよならばかり *未発表音源
6. BABY BABY *未発表音源
7. 流されてゆこう
8. 愛の日々
9. OH YEAH!（ココロに花を）
10. うれしけりゃとんでゆけよ
11. 四月の風
12. Baby自転車